# Даниленко, Владимир Макарович
Влади́мир Мака́рович Даниле́нко (укр. Володимир Макарович Даниленко; род. 6 мая 1954, Пархомовка, Харьковская область) — украинский государственный деятель, депутат Верховной рады Украины I созыва (1990—1994).

## Биография
Родился 6 мая 1954 года в селе Пархомовка Краснокутского района Харьковской области в семье рабочего.
В 1976 году окончил Харьковский государственный университет, в 1993 году окончил Харьковский государственный аграрный университет им. В. В. Докучаева по специальности «экономист».
С 1976 года работал учителем истории Широковской средней школы Белгород-Днестровского района Одесской области, с 1979 года — учителем истории Пархомовской средней школы Краснокутского района Харьковской области, с 1984 года был председателем профсоюза, затем секретарём парткома Пархомовского элитно-семенного совхоза.
В 1990 году в ходе первых альтернативных парламентских выборов в Украинской ССР был выдвинут кандидатом в народные депутаты трудовым коллективом Днепропетровского завода тяжелых прессов, 18 марта 1990 года в первом туре был избран народным депутатом Верховного совета Украинской ССР XII созыва (в дальнейшем — Верховной рады Украины I созыва) от Валковского избирательного округа № 385 Харьковской области, набрал 45,24% голосов среди 18 кандидатов. В парламенте являлся членом комиссии по вопросам народного образования и науки. Депутатские полномочия истекли 10 мая 1994 года.
Будучи депутатом, в 1991 году работал консультантом Краснокутского райкома КП УССР, затем учителем истории Пархомовской средней школы Краснокутского района, с 1994 года работал заведующим организационным отделом Краснокутской районной государственной администрации Харьковской области.
На парламентских выборах в марте 1994 года был кандидатом в народные депутаты Украины по Валковскому избирательному округу № 388 Харьковской области, в первом туре получил 3,22% голосов, занял 9 место среди 13 претендентов и не был избран.